# 波靈魏爾湖

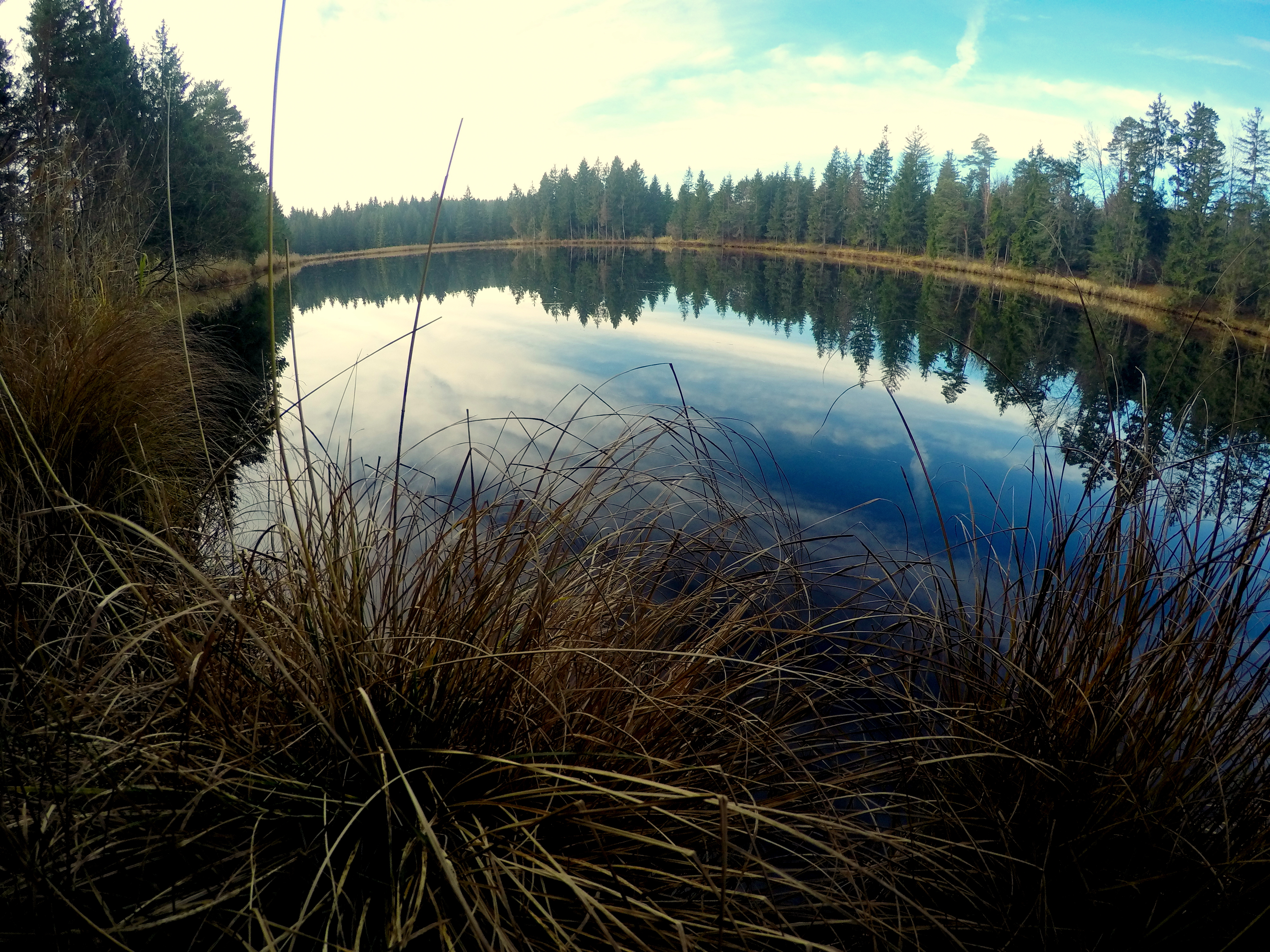

47°45′21″N 11°14′38″E / 47.75589°N 11.24383°E
波靈魏爾湖（德語：Pollinger Weiher），是德國的人工湖泊，位於該國東南部，由巴伐利亞州負責管轄，處於上瑟謝靈，長0.45公里、寬0.13公里，面積0.04平方公里，海拔高度670米，最大水深4米。